# Nanofitin
Nanofitine (Affitine) sind künstliche Proteine, die zur Bindung von Antigenen befähigt sind. Affitine sind strukturell vom DNA-bindenden Protein Sac7d des Archebakteriums Sulfolobus acidocaldarius abgeleitet. Die Fähigkeit, auch Proteine zu binden, erhalten diese Moleküle durch Veränderung ihrer oberflächennahen Aminosäuren. Die zur Familie der Antikörpermimetika zählenden Affitine werden als eine mögliche Alternative zu Antikörpern als Werkzeuge in der Biochemie entwickelt.

## Eigenschaften
Affitine sind im Vergleich zu den etwa 20-mal größeren Antikörpern kleine Moleküle. Sie bestehen aus 66 Aminosäuren und besitzen eine Molekülmasse von etwa 7 kDa. Als Proteine, die von einem thermophilen Organismus abgeleiteten sind, zeichnen sie sich durch eine ausgeprägte Hitzestabilität aus.